# Saint-Clair-sur-Epte
Saint-Clair-sur-Epte är en kommun i departementet Val-d'Oise i regionen Île-de-France i norra Frankrike. Kommunen ligger i kantonen Magny-en-Vexin som tillhör arrondissementet Pontoise. År 2022 hade Saint-Clair-sur-Epte 979 invånare.

## Befolkningsutveckling
Antalet invånare i kommunen Saint-Clair-sur-Epte
| Referens: INSEE |